# Fritz Todt

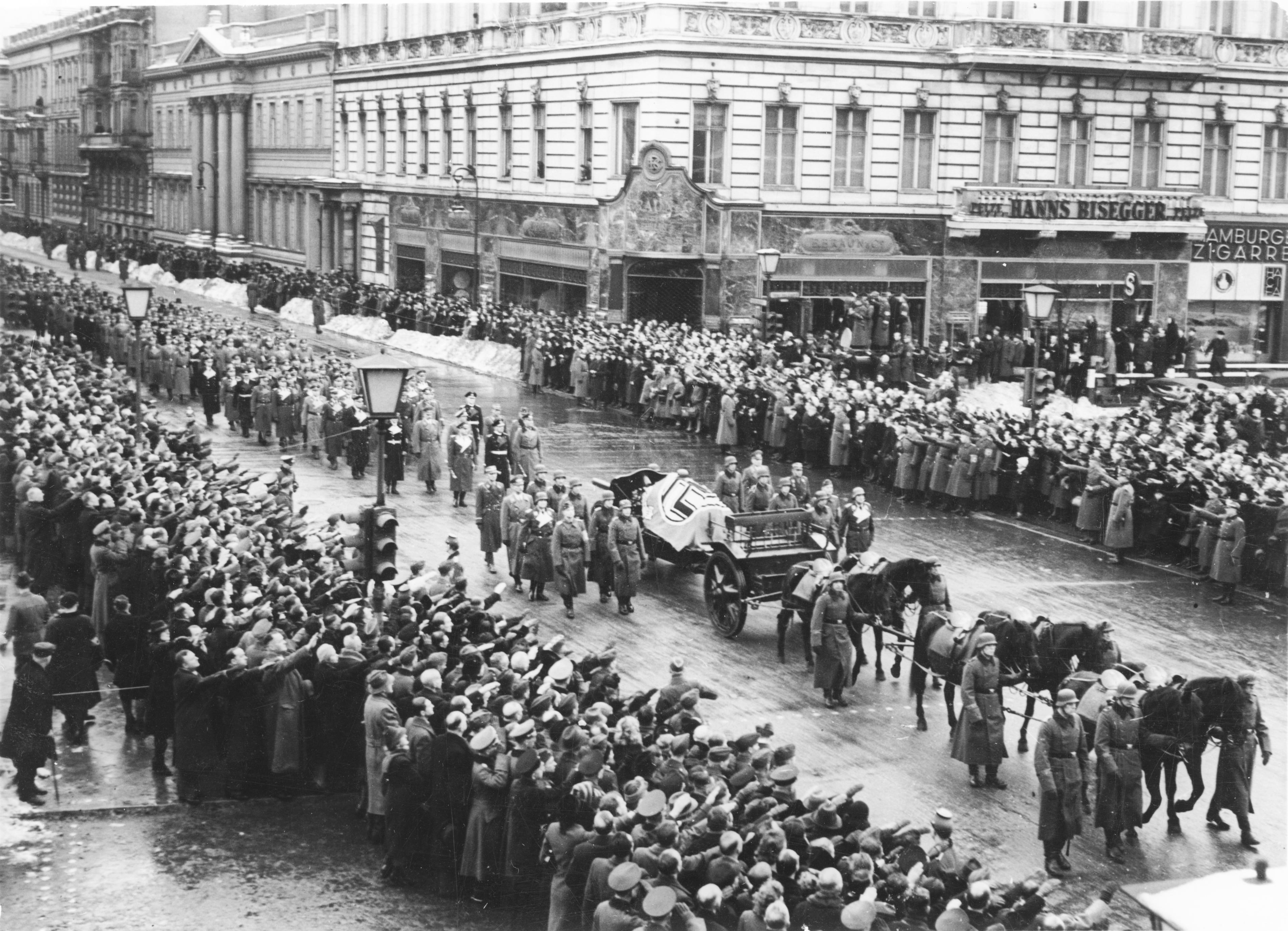
Begrafenis van Fritz Todt

Fritz Todt (Pforzheim, 4 september 1891 – Rastenburg, 8 februari 1942) was een Duits ingenieur en rijksminister voor Bewapening en Munitie in het Derde Rijk. Hij was de oprichter van de paramilitaire bouwonderneming Organisation Todt. Hij stierf ten gevolge van een vliegtuigongeluk tijdens de Tweede Wereldoorlog.

## Vroege jaren
Fritz Todt werd in 1891 geboren als zoon van een industrieel. Hij studeerde tussen 1911 en 1920 in Karlsruhe en München en bracht het tot bouwkundig ingenieur. Hij onderbrak zijn studie om in de Eerste Wereldoorlog te dienen als officier en vliegtuigwaarnemer. Van 1921 tot 1933 werkt hij achtereenvolgens bij een waterkrachtcentrale en bij het bedrijf Sager & Woerner in de wegenbouw. In 1931 promoveerde hij tot doctor met een proefschrift over wegenbouw.

## Todt als nazi
In 1922 werd Todt lid van de NSDAP, in 1931 hoofdcommandant van de SA en in 1933 generaal-inspecteur van de Duitse wegenbouw en derhalve verantwoordelijk voor de ontwikkeling van de Autobahnen (Duitse autosnelwegen). Todt was nu verantwoordelijk voor alle bouwwerkzaamheden in het Derde Rijk. In 1935 werd hij bij de officiële heroprichting van de Luftwaffe benoemd tot generaal-majoor bij de Luftwaffe.
Hij ontving in 1938 de Nationale Duitse Prijs voor Kunst en Wetenschap, de "Duitse Nobelprijs" en de daaraan verbonden 100.000 rijksmark.
In 1938 kreeg hij van Hitler de opdracht tot het construeren van de "Westwall" (ook wel Siegfriedlinie genoemd). Om aan arbeiders te komen voor al deze ambitieuze bouwprojecten richtte hij in 1938 de semimilitaire Organisation Todt (OT) op. Later werkte de OT ook met dwangarbeiders.
In 1940 werd Todt benoemd tot minister van bewapening en munitie en in 1941 ook als hoofdinspecteur van water en energie. Ondanks conflicten met Göring en de Wehrmacht bleef Adolf Hitler hem waarderen om zijn organisatorische kwaliteiten. Na een inspectiereis naar het oostfront in 1941, waar hij zag dat de Wehrmacht door slechte uitrusting en te weinig bevoorrading niet in staat was het offensief nog langer door te zetten, bepleitte hij bij Hitler de oorlog tegen de Sovjet-Unie stop te zetten. Hitler negeerde Todts waarschuwingen en zette de oorlog in het oosten voort.
Op 8 februari 1942 kwam Fritz Todt om het leven bij een vliegtuigongeluk nabij het hoofdkwartier Wolfsschanze van de Führer bij Rastenburg. Er werd gespeculeerd dat dit geen ongeluk was maar een aanslag, mogelijk door de SS. Dit is echter nooit bewezen. Als rijksminister voor bewapening en munitie werd Todt opgevolgd door Albert Speer.
De nazi's organiseerden, zoals zij dat gewoon waren, een zeer plechtige en groots opgezette begrafenis. De overledene werd postuum onderscheiden met de hoogste Duitse onderscheiding, de Duitse Orde. Verder werd in Noord-Frankrijk de naam van de Batterij Siegfried veranderd in Batterij Todt.
In 1944 stelde Hitler de "Dr. Fritz Todt Preis" in, een prijs voor bijzondere innovatieve uitvindingen.

## Onderscheidingen
Selectie:
- Duitse Orde op  11 februari 1942 (postuum)[1][2][3]
- Nationale Duitse Prijs voor Kunst en Wetenschap[1] op 30 januari 1939[2]
- IJzeren Kruis 1914, 1e Klasse[1][2] en 2e Klasse[1][2]
- Ereteken van de Duitse Verdedigingswal op 23 november 1939[1][2]
- Gouden Ereteken van de NSDAP[1] in 1934[2]
- Gouden Ereteken van de Hitlerjeugd met Eikenloof[1] op 20 april 1940[2]
- Duits Olympisch Ereteken, 1e Klasse[1] in 1936[2]

## Naslagwerken
- (de)   Milward, Alan S. Fritz Todt als Minister für Bewaffnung und Munition, in Vierteljahrshefte für Zeitgeschichte, nummer 14 (1996)
- (en)  Taylor, Blaine Hitler's Engineers: Fritz Todt and Albert Speer-Master Builders of the Third Reich, Casemate Publishers (2010)
- (de)  Schönleben, Eduard Fritz Todt, der Mensch, der Ingenieur, der Nationalsozialist. Ein Bericht über Leben und Werk. Gerhard Stalling, Oldenburg (1943)
- (de)  Seidler, Franz W. Fritz Todt. Baumeister des Dritten Reiches. Ullstein, Frankfurt am Main/Berlin (1988) ISBN 3548330959